# Patriocetus
Patriocetus ist eine ausgestorbene Gattung aus der Stammgruppe der Zahnwale. Die Gattung ist mit mehreren Arten aus dem Oberoligozän (Chattium) von Eurasien bekannt. Fossilfunde stammen aus den Linzer Sanden bei Linz in Oberösterreich, der Karaginskaya-Formation der Halbinsel Mangischlak in Kasachstan und vermutlich auch aus dem Unteren Grafenberg-Member von Krefeld-Uerdingen am Rhein in Deutschland.

## Forschungsgeschichte und Etymologie
Die frühe Forschungsgeschichte der Gattung Patriocetus ist eng mit jener der Gattung Squalodon verknüpft.
Im Jahr 1840 beschrieb der französische Arzt und Naturforscher Jean-Pierre Sylvestre de Grateloup ein Schädelfragment aus der untermiozänen Molasse von Léognan unter der Bezeichnung Squalodon als fossiles Reptil aus der Verwandtschaft von Iguanodon. Noch im gleichen Jahr berichtigte Hermann von Meyer Grateloups Irrtum und identifizierte das Fossil korrekt als Überrest eines Wals. Weder Grateloup noch von Meyer benannten einen Artzusatz, sondern beließen es bei der Gattungsbezeichnung Squalodon.

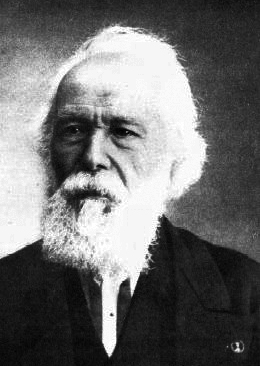
Pierre-Joseph van Beneden

Im gleichen Jahr oder ein Jahr später folgte ein sehr ähnlicher Fund aus einer der ehemaligen Sandgruben im heutigen Stadtgebiet von Linz, der dem damaligen „Verein des vaterländischen Museums für Oesterreich ob der Enns mit Inbegriff des Herzogthums Salzburg“ übergeben wurde. August von Klipstein bezeichnete das Schädelfragment, das heute unter der Inventarnummer OL 1999/2 (aka „Cet. 18“) am Oberösterreichischen Landesmuseum aufbewahrt wird, 1842 als „...Fragment vom Kopfe eines Sauriers (?) von seltsamer Form,...“. Wieder war es von Meyer, der die wahre Natur der Überreste richtig erkannte und der die Funde von Léognan und von Linz 1843 als Squalodon Grateloupii in einer gemeinsamen Art zusammenfasste.
1847 berichtete von Meyer erstmals von einem zweiten Schädelfragment (OL 1999/5, aka „Cet. 2“) aus Linz, das er ebenfalls als Squalodon Grateloupii identifizierte und das 1848 von Franz Carl Ehrlich, damals Kustos am „Vaterländischen Museum“ in Linz, beschrieben und gemeinsam mit dem Fund von 1840/41 abgebildet wurde.
Der belgische Paläontologe Pierre-Joseph van Beneden begutachtete 1865 die Fossilien von Linz und Léognan erneut und fand ausreichend Unterschiede um eine Trennung in zwei eigenständige Taxa rechtfertigen zu können. Die Bezeichnung Squalodon grateloupii beließ er für den Fund aus Frankreich, während er für die Linzer Funde zu Ehren von Ehrlich die Bezeichnung Squalodon ehrlichii („Squalodon d’Ehrlich“) wählte.

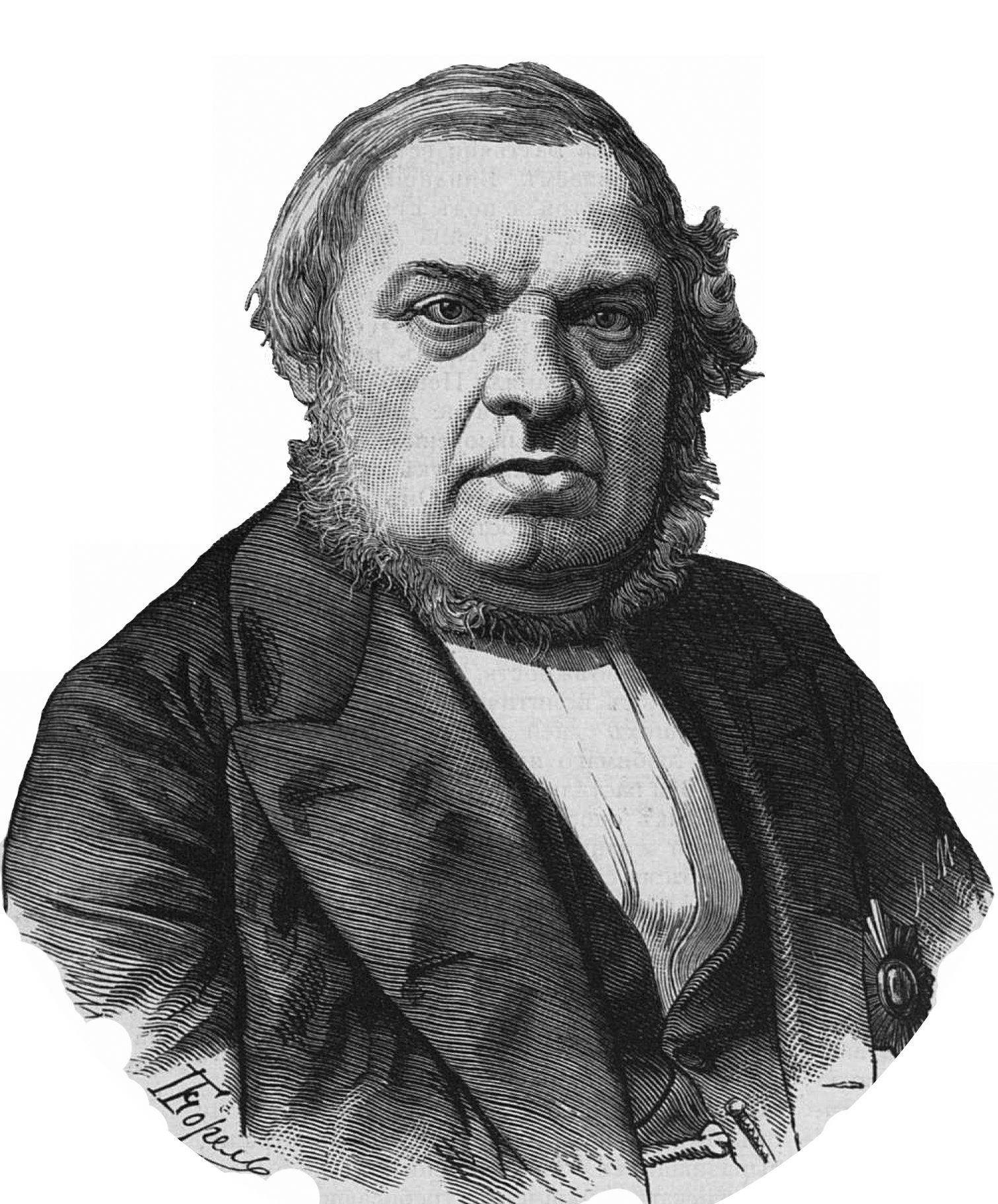
Johann Friedrich von Brandt

Eduard Suess beschrieb 1868 ein Kieferfragment und zwei lose Backenzähne von derselben Linzer Fundstelle als ebenfalls dieser Art zugehörig, wobei er jedoch die Schreibweise Squalodon ehrlichi verwendete.
Im Sommer 1871 verbrachte Johann Friedrich von Brandt eine Woche in Linz und untersuchte, unterstützt von Ehrlich, die im Linzer Museum aufbewahrten Walfossilien. In einer ersten Veröffentlichung zu seinen „Untersuchungen über die fossilen und subfossilen Cetaceen Europas“ bestätigte er zunächst die durch von Meyer, van Beneden, Ehrlich und Suess erzielten Erkenntnisse, wobei er im Gegensatz zu Suess jedoch wieder die Schreibweise Squalodon ehrlichii bevorzugte. Kurz darauf kamen Brandt jedoch Zweifel an seiner eigenen Einschätzung. Im September 1873 besuchte er ein zweites Mal das Linzer Museum, um die Fossilien erneut zu untersuchen. Diesmal kam er zu dem Schluss, dass die beiden Schädelfragmente (OL 1999/2 und OL 1999/5) keinesfalls derselben Art angehören konnten. Die Bezeichnung Squalodon ehrlichii behielt er für den Fund von 1840/41 (OL 1999/2) bei und ordnete dieser Art auch wieder die von Suess beschriebenen Überreste, eine Bulla ossea (von ihm als „Bulla tympani“ bezeichnet), einen Atlas-, mehrere Lenden- und Schwanzwirbel sowie vermutlich auch ein nur schlecht erhaltenes Manubrium zu. Das Schädelfragment von 1847 (OL 1999/5) ordnete er dagegen einer möglichen eigenen Art Squalodon incertus ? zu.
Der nächste bedeutende Fund aus den Linzer Sanden gelang erst 1910, erneut in den ehemaligen Sandgruben am Bauernberg, mit einem nahezu vollständigen Schädel und dazu gehörendem Unterkiefer (OL 1999/3a+b, aka „Cet. 4“), die 1911 von Anton König beschrieben und als zu Squalodon ehrlichii gehörend, bestimmt wurden. Angeregt durch Königs Beschreibung begann sich ab 1912 auch Othenio Abel wieder mit den Linzer Walen zu beschäftigen. Er stellte den Fund von 1910 und die von Brandt 1874 als Squalodon ehrlichii beschriebenen Fossilien in eine neue Gattung Patriocetus, wobei er für die Schädelfunde von 1910 (OL 1999/3a+b) und 1840/41 (OL 1999/2) sowie das von Suess beschriebene Kieferfragment samt den dazu gehörenden Einzelzähnen den Artzusatz „ehrlichi“, in der bereits von Suess verwendeten Schreibweise, beibehielt. Die Lenden- und Schwanzwirbel ordnete er hingegen einer eigenen Art, Patriocetus denggi, innerhalb derselben Gattung zu. Das Schädelfragment, welches von Brandt als Squalodon incertus ? (OL 1999/5) bezeichnet worden war, ordnete Abel ebenfalls als Agriocetus austriacus einer neuen Gattung zu. Beide neuen Gattungen stellte er in eine gemeinsame „Familie“ Patriocetidae, die er als unmittelbare Vorfahren der Bartenwale interpretierte.

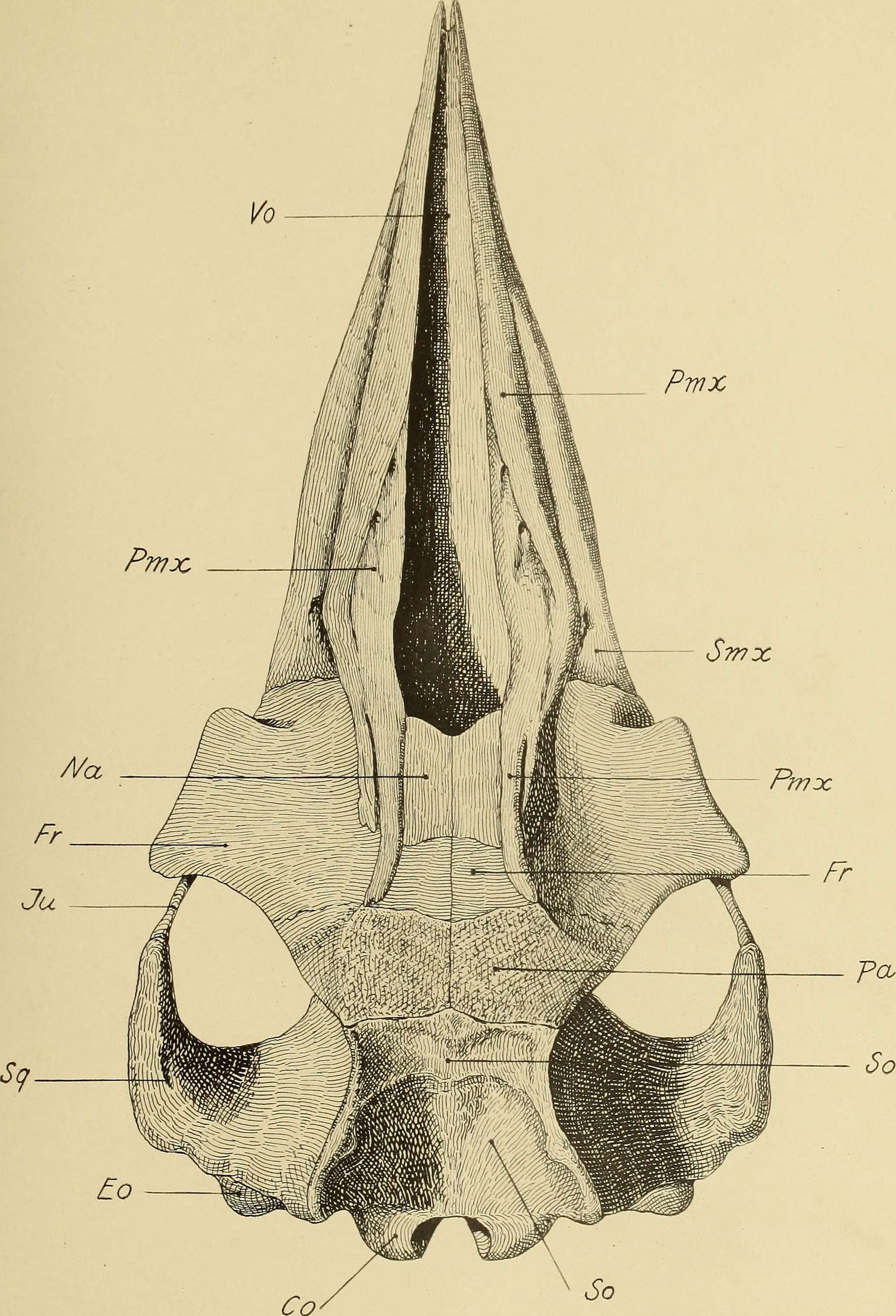
Abels fehlerhafte Rekonstruktion von 1914 weist Bruchstellen am Fossil als angebliche Suturen, insbesondere zwischen Oberkiefer („Smx“) und Stirnbein („Fr“), aus.

Abel gab für die Wahl des Gattungsnamens Patriocetus keine Erklärung ab. Die Bezeichnung kann als aus dem lateinischen „patrius“ („väterlich“, „heimisch“, „vaterländisch“) und „cetus“ („Wal“) zusammengesetzt in etwa mit „Vaterländischer Wal“ übersetzt werden. Möglicherweise wollte er damit auf den Aufbewahrungsort am damals noch sogenannten „Vaterländischen Museum“ in Linz anspielen.
Abels Interpretation stieß rasch auf heftige Kritik. Der US-amerikanische Zoologe Remington Kellogg ging noch einen Schritt weiter. Er lehnte nicht nur Abels Deutung von Patriocetus als direkten Vorfahren der Bartenwale ab, wobei er darauf hinwies, dass diese mit Cetotheriopsis in denselben Fundschichten bereits vorhanden waren, sondern verwarf auch Abels Namenswahl, indem er die Funde von Linz als Patriocetus grateloupii bezeichnete. Kellogg war der Meinung, dass sich die ursprüngliche Beschreibung von Squalodon grateloupii durch Hermann von Meyer ausschließlich auf den ersten Schädelfund (OL 1999/2) von Linz bezog und nicht auf den Fund von Léognan. Die von Abel als Patriocetus denggi beschriebenen Wirbel betrachtete er als nicht zuordenbar. Das Taxon Patriocetus denggi wurde im weiteren Verlauf nur noch vereinzelt erwähnt, aber auch Kelloggs Kombination Patriocetus grateloupii wurde weitgehend abgelehnt und später nur noch vereinzelt verwendet. 2011 konnten Felix G. Marx und Ko-Autoren darlegen, dass tatsächlich Patriocetus ehrlichii die nach den Regeln der ICZN gültige Bezeichnung für die Typusart der Gattung Patriocetus ist.
Beim Bau der Uerdinger Rheinbrücke wurde zwischen 1934 und 1936 im oberoligozänen Unteren Grafenberg-Member der nahezu vollständige Schädel eines primitiven Zahnwals gefunden, jedoch zunächst nicht im Detail beschrieben. Während des Zweiten Weltkriegs wurde das Fossil im Keller des Folkwang Museums in Essen aufbewahrt. Im Rahmen der Luftangriffe auf das Ruhrgebiet erhielt das Museumsgebäude mehrere Volltreffer, bei denen auch das Originalfossil bis auf ein, vom Supraoccipitale bis knapp vor die Nasenöffnung reichendes, Fragment zerstört wurde.
Anhand einer Gussform unbekannter Herkunft konnte 1961 eine Replik hergestellt werden, welche das Originalfossil in einem frühen Zustand der Präparation zeigte. Umfangreiche Recherchen durch Karlheinz Rothausen führten 1992 zudem zum Auffinden einer zweiten, nicht registrierten Replik in den Archivbeständen des Berliner Museums für Naturkunde, die das Fossil nach weitgehend abgeschlossener Präparation zeigte. Am verbliebenen Fragment des Originalfossils war zudem noch genug anhaftendes Sediment vorhanden um eine genaue stratigraphische Zuordnung zu ermöglichen.
Zwischenzeitlich waren in den 1960er-Jahren in der oberoligozänen Karaginskaya-Formation der Halbinsel Mangischlak im heutigen Kasachstan der Schädel und Fragmente des rechten Unterkieferastes eines weiteren kleinen Zahnwals gefunden worden. Die Fossilien gingen an das Paläontologische Institut (PIN) der Akademie der Wissenschaften der UdSSR, wo sie unter der Inventarnummer PIN 3067-2 aufbewahrt werden. 1976 hatte Albert E. Sanders vom Charleston Museum in South Carolina Gelegenheit den Fund zu begutachten. Sanders, der im gleichen Jahr bereits das Oberösterreichische Landesmuseum besucht und für eine Vergleichsstudie die dortigen Walfossilien untersucht hatte, erkannte die Ähnlichkeit des kasachischen Fundes mit Patriocetus ehrlichii und die verantwortliche Paläontologin Irina A. Dubrovo schlug eine gemeinschaftliche Erstbeschreibung als neue Art der Gattung Patriocetus vor. Eine entsprechende Zusammenarbeit kam erst ab 1991 zustande, als Dubrovo die Fossilien nach Charleston brachte, wo sie ein Jahr lang als Leihgabe für weitere Untersuchungen und die Herstellung von Abgüssen verblieben.
Sanders brachte den kasachischen Fund 1992 zurück nach Moskau und nutzte die Gelegenheit, um erneut das Linzer Museum zu besuchen, um, diesmal gemeinsam mit Rothausen und dem Fund von Uerdingen, einen direkten Vergleich mit dem Typusmaterial von Patriocetus ehrlichii anzustellen. Die Wissenschaftler waren sich einig, dass beide Funde neue Arten innerhalb der Gattung Patriocetus darstellten. Die Fossilien aus Kasachstan wurden im Jahr 2000 von Dubrovo und Sanders als Patriocetus kazakhstanicus erstbeschrieben. Gleichzeitig wurde der Fund von Uerdingen als weitere Art der Gattung interpretiert und eine Diagnose durch Rothausen und Sanders in Aussicht gestellt. Eine entsprechende Erstbeschreibung des Fossils von Uerdingen wurde jedoch nie veröffentlicht (Stand Dezember 2020).

## Synonyme
Die turbulente und relativ weit zurück reichende Forschungsgeschichte der Gattung Patriocetus spiegelt sich in der Vielzahl von im Lauf der Zeit verwendeten Synonymen für die Typusart wider:
- Squalodon grateloupii von Meyer, 1843[7] (partim)
- Squalodon ehrlichii van Beneden, 1865[10][11][12]
- Squalodon ehrlichi van Beneden, 1865[9]
- Patriocetus ehrlichi (van Beneden, 1865)[13][23][20]
- Patriocetus grateloupii (van Beneden, 1865)[18][19]
- Patriocetus ehrlichii (van Beneden, 1865)[1]

## Merkmale

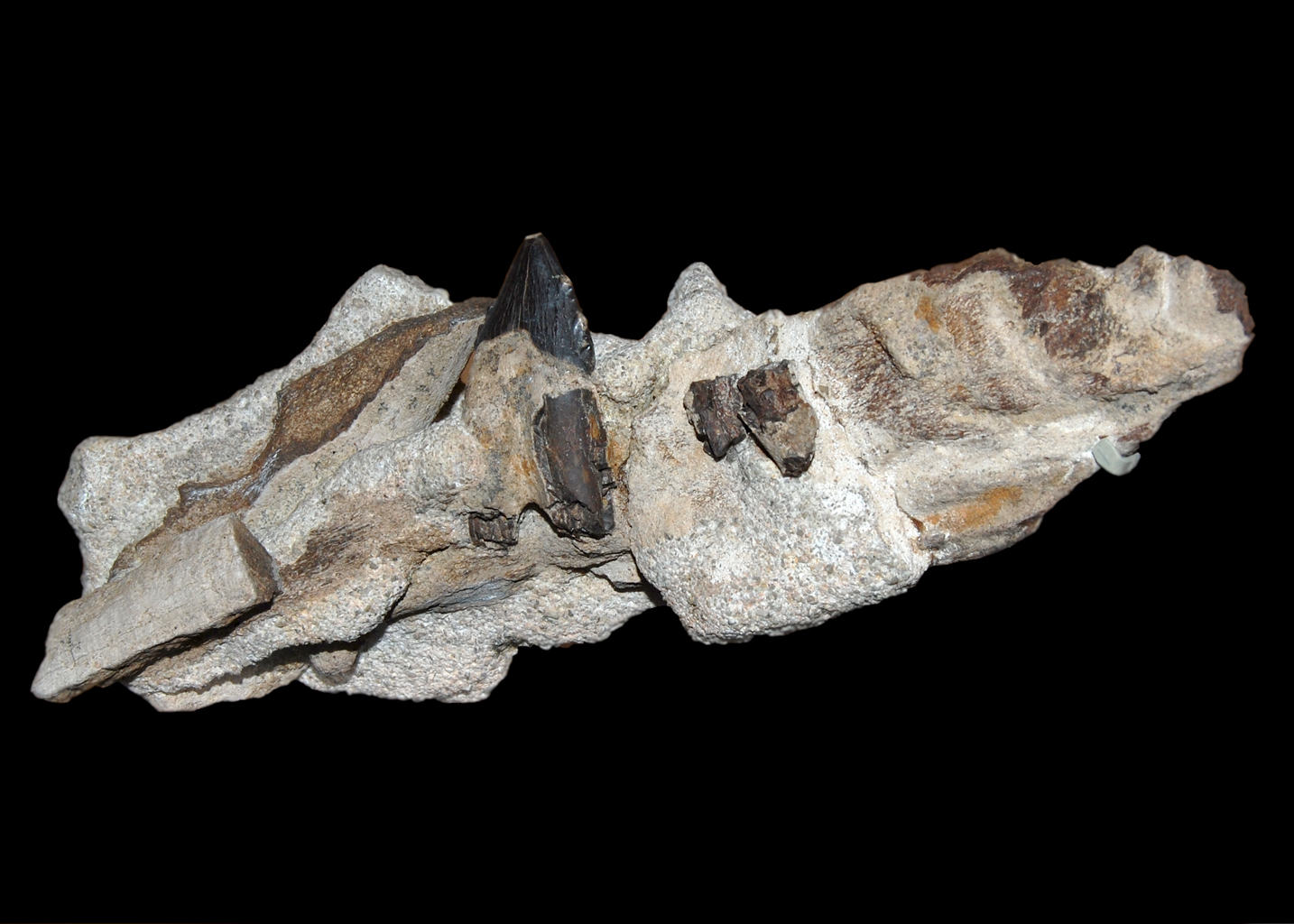
Das von Suess 1868 beschriebene Kieferfragment. Der relativ gut erhaltene Backenzahn links der Bildmitte weist die dreieckige Kronenform und eine Bifurkation der Zahnwurzel auf.

Während für Patriocetus kazakhstanicus eine Gesamtkörperlänge von nicht mehr als 4,5 m geschätzt wird, wurden sowohl Patriocetus ehrlichii als auch die noch namenlose Patriocetus-Art von Uerdingen deutlich größer.
Die Gattung Patriocetus unterscheidet sich von allen anderen bekannten Zahnwalen insbesondere durch die Form des Jochbeinfortsatzes des Schläfenbeins, die, in seitlicher Ansicht, als „pistolenähnlich“ beschrieben wurde. Das Scheitelbein liegt als schmales Band quer über die gesamte Breite des Schädeldaches frei und trennt das Stirnbein vom Hinterhauptbein. Die lateralen Ränder des Scheitelbeins sind sehr dünn und hängen über der stark verlängerten Fossa temporalis. Eine Intertemporal-Einschnürung des Hirnschädels ist deutlich ausgebildet und durch das beginnende Teleskoping noch nicht, wie bei den rezenten Walen, weitgehend eliminiert. Maxilla und Scheitelbein stehen nicht in Kontakt zueinander.

### Bezahnung
Das Gebiss von Patriocetus ist noch heterodont und nur mäßig polyodont (mit erhöhter Anzahl an Einzelzähnen). Die Kronen der Backenzähne („Buccalzähne“ sensu Rothausen, 1968) sind lateral abgeflacht und zeigen einen annähernd dreieckigen Umriss mit einer Hauptspitze und zusätzlichen Nebenspitzen („Denticuli“) sowohl an der anterioren als auch an der posterioren Schneidkante. Die Bezahnung von Patriocetus kazakhstanicus ist von allen Fossilnachweisen der Gattung am besten erhalten. An Backenzähnen dieser Art lässt sich am Zahnschmelz der buccalen Kronenflanken noch eine Skulpturierung aus unregelmäßigen Schmelzgraten („cristae rugosae“) nachweisen. Die vorderen Backenzähne sind einwurzelig, die weiter hinten liegenden noch mit zwei Wurzeln im Kiefer verankert.
Neben Unterschieden in der Körpergröße und leichten Abweichungen in Bezug auf die Morphologie des Schädels, scheinen sich die einzelnen Arten der Gattung auch in der Anzahl ihrer Backenzähne zu unterscheiden. Bei der Typusart Patriocetus ehrlichii lassen sich 11 Backenzähne pro Kieferhälfte nachweisen und bei der noch namenlosen Art von Uerdingen sind es 10. Die deutlich kleinere Art Patriocetus kazakhstanicus zeigt hingegen 12 Backenzähne pro Kieferhälfte.

## Systematik
Abel hatte Patriocetus ursprünglich gemeinsam mit Agriocetus in eine eigene Familie Patriocetidae gestellt, die er als Übergangsformen zwischen den Archaeoceti und den Bartenwalen deutete.
Rothausen konnte 1968 darlegen, dass Abel fälschlicherweise Brüche im Fossil als Knochensuturen interpretiert hatte und dass bei Patriocetus die Maxilla tatsächlich in der für das Teleskoping der Zahnwale typischen Art und Weise auf den Hirnschädel aufgeschoben vorliegt. Er behielt die Kombination aus Patriocetus und Agriocetus bei, wertete sie unter der Bezeichnung Patriocetinae jedoch als Unterfamilie innerhalb der Familie der Squalodontidae.
Dieser Klassifikation folgten 2000 auch Dubrovo und Sanders in ihrer Erstbeschreibung von Patriocetus kazakhstanicus, betonten gleichzeitig jedoch auch deren provisorischen Charakter und ließen die Möglichkeit einer eigenständigen Familie der Patriocetidae innerhalb der Zahnwale offen. Spätere Autoren gliederten die heterodonten Zahnwale („Squalodontidae“ als Sammeltaxon im ursprünglichen Sinne) in bis zu sieben eigenständige Familien, darunter auch die Patriocetidae. Ein allgemeiner Konsens für eine einheitliche Systematik besteht jedoch nicht.
Das nebenstehende Kladogramm zeigt, als ein Beispiel, in stark vereinfachter Form das Ergebnis einer phylogenetischen Analyse durch Stephen J. Godfrey und Ko-Autoren. Patriocetus ist darin als Stammgruppenvertreter der Zahnwale (Odontoceti) ausgewiesen, wobei auch diese Autoren eine eigenständige Familie der Patriocetidae befürworten.
Den jüngeren Befunden entsprechend wird auch in diesem Artikel hier Patriocetus als Vertreter der Patriocetidae gewertet und darauf hingewiesen, dass die Systematik der Zahnwale, insbesondere die Zuordnung einzelner Taxa zur Stamm- und Kronengruppe sowie die Systematik innerhalb der Stammgruppe keineswegs abschließend geklärt, sondern Gegenstand der aktuellen Forschung sind. Eine 2023 veröffentlichte Analyse fand Patriocetus zum Beispiel mit Agorophius und Ankylorhiza in der gemeinsamen Klade der Agorophiidae vereint.